# Listă de cratere pe Callisto
Aceasta este o listă de cratere numite de pe Callisto, unul dintre numeroșii sateliți ali lui Jupiter, satelitul natural cel mai puternic craterat din Sistemul Solar (pentru alte forme de relief, vezi Listă de forme de relief pe Callisto)
Începând cu 2020, Grupul de Lucru pentru Nomenclatura Sistemelor Planetare a numit oficial un total de 142 de cratere pe Callisto, mai mult decât pe orice alt obiect neplanetar, cum ar fi Ganymede ( 131 ), Rhea (128), Vesta (90), Ceres ( 90), Dione (73), Iapetus (58), Enceladus (53), Tethys (50) și Europa ( 41 ). Deși unele cratere callistoane se referă la nimfa Callisto din mitologia greacă, ele sunt numite oficial după personaje din mituri și povești populare ale culturilor din nordul îndepărtat . 

## Lista craterelor
| Crater       | Coordonate                        | Diametru(km) | Anul apobării | Eponim                        | Ref   |
| ------------ | --------------------------------- | ------------ | ------------- | ----------------------------- | ----- |
| Adal         | 75°30′N 79°42′W / 75.5°N 79.7°V   | 41.7         | 1979          | Adal⁠(d) (Nordic)              | WGPSN |
| Aegir        | 45°48′S 103°48′W / 45.8°S 103.8°V | 53.9         | 1997          | Aegir (Nordic)                | WGPSN |
| Agloolik     | 47°42′S 82°24′W / 47.7°S 82.4°V   | 61.6         | 1997          | Agloolik⁠(d) (inuit)           | WGPSN |
| Ägröi        | 43°12′N 10°54′W / 43.2°N 10.9°V   | 67.4         | 1979          | Äkräs⁠(d) (Uralic)             | WGPSN |
| Ahti         | 41°24′N 102°24′W / 41.4°N 102.4°V | 54.8         | 1988          | Ahti (Finlandez)              | WGPSN |
| Ajleke       | 22°42′N 101°24′W / 22.7°N 101.4°V | 70           | 1988          | Ajleke (Sami)                 | WGPSN |
| Akycha       | 72°36′N 41°18′E / 72.6°N 41.3°E   | 81           | 1979          | Akycha⁠(d) ( Inuit din Alaska) | WGPSN |
| Alfr         | 9°54′S 137°18′E / 9.9°S 137.3°E   | 96           | 1979          | Alfr (Nordic)                 | WGPSN |
| Áli          | 59°00′N 55°54′W / 59°N 55.9°V     | 32.9         | 1979          | Áli⁠(d) (Nordic)               | WGPSN |
| Ánarr        | 44°00′N 0°30′W / 44°N 0.5°V       | 41.7         | 1979          | Ánarr⁠(d) (Nordic)             | WGPSN |
| Arcas⁠(d)     | 85°36′S 67°30′W / 85.6°S 67.5°V   | 60.9         | 1997          | Arcas (grec)                  | WGPSN |
| Askr         | 51°48′N 35°54′E / 51.8°N 35.9°E   | 68.8         | 1979          | Askr (Nordic)                 | WGPSN |
| Audr         | 30°54′S 80°36′W / 30.9°S 80.6°V   | 80.8         | 1997          | Audr⁠(d) (Nordic)              | WGPSN |
| Austri       | 80°54′S 64°30′W / 80.9°S 64.5°V   | 15           | 1997          | Austri⁠(d) (Nordic)            | WGPSN |
| Aziren       | 35°24′N 178°12′W / 35.4°N 178.2°V | 55.6         | 1988          | Aziren (estonian)             | WGPSN |
| Balkr        | 28°54′N 11°42′W / 28.9°N 11.7°V   | 68           | 1979          | Balkr (Nordic)                | WGPSN |
| Barri        | 31°30′S 70°30′W / 31.5°S 70.5°V   | 69           | 1997          | Barri⁠(d) (Nordic)             | WGPSN |
| Bavörr       | 49°06′N 20°00′W / 49.1°N 20°V     | 85.3         | 1979          | Bavörr (Nordic)               | WGPSN |
| Beli         | 62°36′N 80°12′W / 62.6°N 80.2°V   | 55.6         | 1979          | Belenus (celtic)              | WGPSN |
| Biflindi     | 53°36′S 74°06′W / 53.6°S 74.1°V   | 58           | 1997          | Biflindi (Nordic)             | WGPSN |
| Bragi        | 75°30′N 60°42′W / 75.5°N 60.7°V   | 61.8         | 1979          | Bragi (Nordic)                | WGPSN |
| Brami        | 28°48′N 19°00′W / 28.8°N 19°V     | 75.7         | 1979          | Brami (Nordic)                | WGPSN |
| Bran         | 24°12′S 154°24′E / 24.2°S 154.4°E | 78           | 1979          | Bran the Blessed⁠(d) (celtic)  | WGPSN |
| Buga         | 22°18′N 36°06′E / 22.3°N 36.1°E   | 59           | 1979          | Buga (god)⁠(d) (Evenk)         | WGPSN |
| Buri         | 37°30′S 45°30′W / 37.5°S 45.5°V   | 86           | 1979          | Búri⁠(d) (Nordic)              | WGPSN |
| Burr⁠(d)      | 42°42′N 134°30′W / 42.7°N 134.5°V | 75.4         | 1979          | Burr (Nordic)                 | WGPSN |
| Dag          | 58°30′N 73°18′W / 58.5°N 73.3°V   | 46.6         | 1979          | Dag⁠(d) (Nordic)               | WGPSN |
| Danr         | 62°30′N 76°54′W / 62.5°N 76.9°V   | 45.2         | 1979          | Danr⁠(d) (Nordic)              | WGPSN |
| Debegey      | 10°12′N 166°12′W / 10.2°N 166.2°V | 125          | 2006          | Debegey (Yukaghir)            | WGPSN |
| Dia          | 73°00′N 50°30′W / 73°N 50.5°V     | 34.4         | 1979          | Dia⁠(d) (grec)                 | WGPSN |
| Doh⁠(d)       | 30°36′N 141°24′W / 30.6°N 141.4°V | 59.5         | 1997          | Doh (Ketian⁠(d)                | WGPSN |
| Dryops       | 80°00′N 34°48′W / 80°N 34.8°V     | 31.5         | 1979          | Dryops (grec)                 | WGPSN |
| Durinn       | 67°00′N 89°06′W / 67°N 89.1°V     | 51.6         | 1979          | Durin⁠(d) (Nordic)             | WGPSN |
| Egdir⁠(d)     | 33°54′N 35°54′W / 33.9°N 35.9°V   | 60.6         | 1979          | Eggthér⁠(d) (Nordic)           | WGPSN |
| Egres        | 42°30′N 176°36′W / 42.5°N 176.6°V | 45.5         | 1988          | Äkräs⁠(d) (karelian)           | WGPSN |
| Erlik        | 66°48′N 1°18′W / 66.8°N 1.3°V     | 26.6         | 1979          | Erlik⁠(d) (Rus)                | WGPSN |
| Fadir        | 56°36′N 12°36′W / 56.6°N 12.6°V   | 78.6         | 1979          | Fadir⁠(d) (Nordic)             | WGPSN |
| Fili         | 64°12′N 10°18′E / 64.2°N 10.3°E   | 31.7         | 1979          | Fili⁠(d) (Nordic)              | WGPSN |
| Finnr        | 15°30′N 4°18′W / 15.5°N 4.3°V     | 80           | 1979          | Finnr (Nordic)                | WGPSN |
| Freki        | 79°48′N 8°18′E / 79.8°N 8.3°E     | 55           | 1979          | Freki⁠(d) (Nordic)             | WGPSN |
| Frodi        | 68°24′N 139°54′W / 68.4°N 139.9°V | 45.9         | 1979          | Frodi⁠(d) (Nordic)             | WGPSN |
| Fulla        | 74°00′N 108°06′W / 74°N 108.1°V   | 58.9         | 1979          | Fulla⁠(d) (Nordic)             | WGPSN |
| Fulnir       | 60°06′N 35°18′W / 60.1°N 35.3°V   | 43.1         | 1979          | Fulnir (Nordic)               | WGPSN |
| Gandalfr     | 80°30′S 63°36′W / 80.5°S 63.6°V   | 17           | 1997          | Gandalfr⁠(d) (Nordic)          | WGPSN |
| Geri         | 66°42′N 6°12′E / 66.7°N 6.2°E     | 38.9         | 1979          | Geri⁠(d) (Nordic)              | WGPSN |
| Ginandi      | 85°18′S 52°06′W / 85.3°S 52.1°V   | 44.4         | 1997          | Ginandi (Nordic)              | WGPSN |
| Gisl         | 57°12′N 34°36′W / 57.2°N 34.6°V   | 37           | 1979          | Gisl⁠(d) (Nordic)              | WGPSN |
| Gloi         | 49°N 115°E / 49°N 115°E           | 115.3        | 1979          | Gloi⁠(d) (Nordic)              | WGPSN |
| Göll         | 57°18′N 40°18′E / 57.3°N 40.3°E   | 55.4         | 1979          | Göll⁠(d) (Nordic)              | WGPSN |
| Göndul       | 60°00′N 114°06′W / 60°N 114.1°V   | 45.5         | 1979          | Göndul⁠(d) (Nordic)            | WGPSN |
| Grimr        | 41°30′N 145°24′E / 41.5°N 145.4°E | 103.2        | 1979          | Grimr (Nordic)                | WGPSN |
| Gunnr        | 64°36′N 104°42′W / 64.6°N 104.7°V | 61.1         | 1979          | Gunnr⁠(d) (Nordic)             | WGPSN |
| Gymir        | 63°42′N 48°48′W / 63.7°N 48.8°V   | 40.6         | 1979          | Gymir⁠(d) (Nordic)             | WGPSN |
| Hábrok       | 76°12′N 131°54′W / 76.2°N 131.9°V | 37.2         | 1979          | Hábrók⁠(d) (Nordic)            | WGPSN |
| Haki         | 25°00′N 44°54′E / 25°N 44.9°E     | 72.2         | 1979          | Haki⁠(d) (Nordic)              | WGPSN |
| Hár⁠(d)       | 3°30′S 2°00′E / 3.5°S 2°E         | 52.2         | 1979          | Hár⁠(d) (Nordic)               | WGPSN |
| Heimdall⁠(d)  | 63°30′S 3°00′E / 63.5°S 3°E       | 210          | 2000          | Heimdall (Nordic)             | WGPSN |
| Hepti        | 64°30′N 23°24′W / 64.5°N 23.4°V   | 48.6         | 1979          | Hepti (Nordic)                | WGPSN |
| Hijsi        | 63°06′N 171°30′W / 63.1°N 171.5°V | 54.1         | 1988          | Hiisi⁠(d) (karelian)           | WGPSN |
| Hödr         | 69°06′N 89°12′W / 69.1°N 89.2°V   | 76.5         | 1979          | Hödr (Nordic)                 | WGPSN |
| Hoenir       | 33°42′S 99°06′E / 33.7°S 99.1°E   | 81.1         | 1979          | Hoenir⁠(d) (Nordic)            | WGPSN |
| Högni        | 11°48′S 4°48′W / 11.8°S 4.8°V     | 76           | 1979          | Högni⁠(d) (Nordic)             | WGPSN |
| Höldr        | 43°54′N 108°12′W / 43.9°N 108.2°V | 68.1         | 1988          | Höldr (Nordic)                | WGPSN |
| Igaluk       | 5°36′N 44°00′E / 5.6°N 44°E       | 111.7        | 1979          | Igaluk⁠(d) (alaskan)           | WGPSN |
| Ilma         | 29°54′S 167°12′W / 29.9°S 167.2°V | 102          | 1988          | Ilma⁠(d) (Finlandez)           | WGPSN |
| Ivarr        | 5°48′S 38°36′E / 5.8°S 38.6°E     | 73.1         | 1979          | Ivarr (Nordic)                | WGPSN |
| Jalkr⁠(d)     | 38°36′S 82°42′W / 38.6°S 82.7°V   | 93.5         | 1997          | Jalkr (Nordic)                | WGPSN |
| Jumal        | 58°54′N 118°00′W / 58.9°N 118°V   | 58.5         | 1988          | Jumal⁠(d) (estonian)           | WGPSN |
| Jumo         | 65°42′N 11°48′W / 65.7°N 11.8°V   | 43.6         | 1979          | Jumo (Uralic)                 | WGPSN |
| Kári         | 48°12′N 116°18′W / 48.2°N 116.3°V | 34.5         | 1979          | Kári⁠(d) (Nordic)              | WGPSN |
| Karl         | 56°24′N 29°24′E / 56.4°N 29.4°E   | 34           | 1979          | Karl⁠(d) (Nordic)              | WGPSN |
| Keelut⁠(d)    | 76°48′S 90°54′W / 76.8°S 90.9°V   | 64           | 1997          | Keelut⁠(d) (inuit)             | WGPSN |
| Kul'         | 62°54′N 121°54′W / 62.9°N 121.9°V | 40.5         | 1988          | Kul' (Komi⁠(d)                 | WGPSN |
| Lempo        | 25°12′S 40°06′E / 25.2°S 40.1°E   | 41.3         | 1988          | Lempo⁠(d) (Uralic)             | WGPSN |
| Ljekio       | 49°06′N 162°18′W / 49.1°N 162.3°V | 23.8         | 1988          | Liekkiö (Finlandez)           | WGPSN |
| Lodurr       | 50°48′S 89°54′E / 50.8°S 89.9°E   | 72           | 1979          | Lóðurr⁠(d) (Nordic)            | WGPSN |
| Lofn⁠(d)      | 56°30′S 22°18′W / 56.5°S 22.3°V   | 200          | 1997          | Lofn⁠(d) (Nordic)              | WGPSN |
| Loni         | 3°36′S 145°42′E / 3.6°S 145.7°E   | 85           | 1979          | Loni (Nordic)                 | WGPSN |
| Losy         | 65°18′N 36°42′E / 65.3°N 36.7°E   | 62.1         | 1979          | Losy⁠(d) (Mongol)              | WGPSN |
| Lycaon       | 45°24′S 5°54′W / 45.4°S 5.9°V     | 59           | 1997          | Lycaon⁠(d) (grec)              | WGPSN |
| Maderatcha   | 30°42′N 95°18′W / 30.7°N 95.3°V   | 66.2         | 1988          | Maderakka⁠(d) (Sami)           | WGPSN |
| Mera         | 64°06′N 75°12′W / 64.1°N 75.2°V   | 39.5         | 1979          | Mera (grec)                   | WGPSN |
| Mimir⁠(d)     | 32°36′N 53°12′W / 32.6°N 53.2°V   | 47.7         | 1979          | Mimir⁠(d) (Nordic)             | WGPSN |
| Mitsina      | 57°30′N 103°42′W / 57.5°N 103.7°V | 40.4         | 1979          | Mitsina (alaskan)             | WGPSN |
| Modi         | 66°24′N 119°18′W / 66.4°N 119.3°V | 37.8         | 1979          | Modi (Nordic)                 | WGPSN |
| Nakki        | 56°24′S 69°42′W / 56.4°S 69.7°V   | 59.8         | 1997          | Näkki (Finlandez)             | WGPSN |
| Nama         | 57°N 29°E / 57°N 29°E             | 30.1         | 1979          | Nama (? folklore)             | WGPSN |
| Nár          | 1°30′S 46°00′W / 1.5°S 46°V       | 56.9         | 1979          | Nár (Nordic)                  | WGPSN |
| Nerrivik     | 16°54′S 56°24′W / 16.9°S 56.4°V   | 44.3         | 1979          | Nerrivik⁠(d) (alaskan)         | WGPSN |
| Nidi         | 66°24′N 94°54′W / 66.4°N 94.9°V   | 49.3         | 1979          | Niði (Nordic)                 | WGPSN |
| Nirkes       | 31°24′N 164°18′W / 31.4°N 164.3°V | 58.5         | 1988          | Nyyrikki⁠(d) (karelian)        | WGPSN |
| Njord⁠(d)     | 16°42′N 132°36′W / 16.7°N 132.6°V | 44.6         | 1988          | Njord (Nordic)                | WGPSN |
| Nori         | 45°12′N 16°24′E / 45.2°N 16.4°E   | 114          | 1979          | Nori (Nordic)                 | WGPSN |
| Norov-Ava    | 54°36′N 112°48′W / 54.6°N 112.8°V | 41.4         | 1988          | Norov-Ava (Mordvin)           | WGPSN |
| Nuada        | 62°18′N 87°30′E / 62.3°N 87.5°E   | 66           | 1979          | Nuada⁠(d) (celtic)             | WGPSN |
| Numi-Torum   | 50°06′S 92°54′W / 50.1°S 92.9°V   | 75.6         | 1997          | Numi-Torum (Mansi)            | WGPSN |
| Nyctimus     | 62°48′S 3°54′W / 62.8°S 3.9°V     | 34           | 1997          | Nyctimus⁠(d) (grec)            | WGPSN |
| Oluksak      | 47°48′S 63°30′W / 47.8°S 63.5°V   | 86.7         | 1997          | Oluksak (celtic)              | WGPSN |
| Omolʼ⁠(d)     | 42°18′N 116°54′W / 42.3°N 116.9°V | 60.4         | 1988          | Omolʼ (Komi)                  | WGPSN |
| Orestheus    | 46°42′S 47°42′W / 46.7°S 47.7°V   | 22.5         | 1997          | Orestheus⁠(d) (grec)           | WGPSN |
| Oski         | 57°30′N 91°00′E / 57.5°N 91°E     | 48.1         | 1979          | Oski (Nordic)                 | WGPSN |
| Ottar        | 61°30′N 103°54′W / 61.5°N 103.9°V | 59.8         | 1979          | Ottar⁠(d) (Nordic)             | WGPSN |
| Pekko        | 18°18′N 5°24′W / 18.3°N 5.4°V     | 62           | 1979          | Pekko⁠(d) (Uralic)             | WGPSN |
| Randver      | 71°54′S 53°54′W / 71.9°S 53.9°V   | 28           | 1997          | Randver⁠(d) (Nordic)           | WGPSN |
| Reginleif    | 66°00′S 96°30′W / 66°S 96.5°V     | 54.8         | 1997          | Regincleif (Nordic)           | WGPSN |
| Reginn       | 39°48′N 90°06′W / 39.8°N 90.1°V   | 57           | 1979          | Reginn⁠(d) (Nordic)            | WGPSN |
| Reifnir      | 50°48′S 54°18′W / 50.8°S 54.3°V   | 36.8         | 1997          | Reifnir (Nordic)              | WGPSN |
| Rigr         | 70°48′N 115°24′E / 70.8°N 115.4°E | 72.5         | 1979          | Rigr⁠(d) (Nordic)              | WGPSN |
| Rongoteus    | 53°36′N 106°06′W / 53.6°N 106.1°V | 35.5         | 1988          | Rongoteus (karelian)          | WGPSN |
| Rota         | 27°12′N 108°24′W / 27.2°N 108.4°V | 45           | 1988          | Róta⁠(d) (Nordic)              | WGPSN |
| Saga         | 0°36′N 34°06′E / 0.6°N 34.1°E     | 11.1         | 1979          | Saga⁠(d) (Nordic)              | WGPSN |
| Sarakka      | 3°18′S 53°30′W / 3.3°S 53.5°V     | 47.7         | 1979          | Sarakka⁠(d) (Sami)             | WGPSN |
| Seqinek      | 55°30′N 25°24′W / 55.5°N 25.4°V   | 80.7         | 1979          | Seqinek (inuit)               | WGPSN |
| Sholmo       | 53°42′N 16°12′W / 53.7°N 16.2°V   | 57           | 1979          | Sholmo (Uralic)               | WGPSN |
| Sigyn        | 35°54′N 29°00′W / 35.9°N 29°V     | 49.8         | 1979          | Sigyn (Nordic)                | WGPSN |
| Skeggold     | 49°42′S 31°54′W / 49.7°S 31.9°V   | 43           | 1997          | Skeggöld⁠(d) (Nordic)          | WGPSN |
| Sköll        | 55°36′N 44°24′E / 55.6°N 44.4°E   | 59.6         | 1979          | Sköll (Nordic)                | WGPSN |
| Skuld        | 10°00′N 37°54′W / 10°N 37.9°V     | 91.8         | 1979          | Skuld (Nordic)                | WGPSN |
| Sudri        | 55°54′N 135°36′W / 55.9°N 135.6°V | 69.5         | 1979          | Sudri⁠(d) (Nordic)             | WGPSN |
| Sumbur       | 67°06′N 34°48′E / 67.1°N 34.8°E   | 37.9         | 1979          | Sumbur (Buriat)               | WGPSN |
| Tapio        | 30°06′N 108°36′W / 30.1°N 108.6°V | 52.2         | 1988          | Tapio⁠(d) (Finlandez)          | WGPSN |
| Thekkr       | 80°18′S 62°00′W / 80.3°S 62°V     | 13           | 1997          | Thekkr (Nordic)               | WGPSN |
| Thorir       | 31°54′S 66°42′W / 31.9°S 66.7°V   | 62.7         | 1997          | Thorir (Nordic)               | WGPSN |
| Tindr⁠(d)     | 2°18′S 4°30′E / 2.3°S 4.5°E       | 75.8         | 1979          | Tindr (Nordic)                | WGPSN |
| Tontu        | 27°36′N 100°18′W / 27.6°N 100.3°V | 40.2         | 1988          | Tonttu⁠(d) (Finlandez)         | WGPSN |
| Tornarsuk⁠(d) | 28°48′N 127°36′W / 28.8°N 127.6°V | 99           | 1979          | Tornarsuk⁠(d) (groenlnda )     | WGPSN |
| Tyll         | 44°48′N 166°30′W / 44.8°N 166.5°V | 68.7         | 1988          | Suur Tõll⁠(d) (estonian)       | WGPSN |
| Tyn          | 71°06′N 127°30′E / 71.1°N 127.5°E | 63           | 1979          | Tyn (Germanic)                | WGPSN |
| Uksakka      | 49°30′S 42°12′W / 49.5°S 42.2°V   | 22.5         | 1997          | Uksakka⁠(d) (Sami)             | WGPSN |
| Valfödr      | 1°18′S 113°00′E / 1.3°S 113°E     | 101.5        | 1979          | Valfödr (Nordic)              | WGPSN |
| Vali         | 9°42′N 34°42′E / 9.7°N 34.7°E     | 54.3         | 1979          | Vali⁠(d) (Nordic)              | WGPSN |
| Vanapagan    | 39°30′N 158°30′W / 39.5°N 158.5°V | 62.7         | 1988          | Vanapagan⁠(d) (estonian)       | WGPSN |
| Veralden     | 33°18′N 95°30′W / 33.3°N 95.5°V   | 75.2         | 1988          | Veralden (Sami)               | WGPSN |
| Vestri       | 45°18′N 52°30′W / 45.3°N 52.5°V   | 77.3         | 1979          | Vestri⁠(d) (Nordic)            | WGPSN |
| Vidarr       | 12°06′N 166°36′E / 12.1°N 166.6°E | 78           | 1988          | Vidarr (Nordic)               | WGPSN |
| Vili         | 32°36′N 215°54′W / 32.6°N 215.9°V | 42           | 2019          | Vili (Nordic)                 | WGPSN |
| Vitr         | 22°06′S 10°36′E / 22.1°S 10.6°E   | 72.8         | 1979          | Vitr (Nordic)                 | WGPSN |
| Vu-Murt      | 21°30′N 170°18′W / 21.5°N 170.3°V | 34.5         | 1988          | Vu-Murt (estonian)            | WGPSN |
| Vutash       | 31°36′N 102°18′W / 31.6°N 102.3°V | 46.2         | 1988          | Vutash (estonian)             | WGPSN |
| Ymir         | 51°30′N 99°42′W / 51.5°N 99.7°V   | 79           | 1979          | Ymir (Nordic)                 | WGPSN |
| Yuryung      | 54°42′S 85°42′W / 54.7°S 85.7°V   | 75.1         | 1997          | Yuryung (Sakha)               | WGPSN |